# Svätá Mária
Svätá Mária, v letech 1960 až 1990 Bodrog  (maďarsky Bodrogszentmária), je obec na Slovensku. Nachází se v Košickém kraji, v okrese Trebišov. Obec leží v jižní části Východoslovenské nížiny, územím obce protéká řeka Bodrog a prochází silnice I/79. Na území obce je chráněné ptačí území Medzibodrožie.
Obec Svätá Mária má rozlohu 12,94 km² a leží v nadmořské výšce 99 m. K 31. 12. 2011 v obci žilo celkem 575 obyvatel, což představuje hustotu osídlení 44,44 obyv./km². Obec má dvě místní části, a to Bodrog a Pavlovo (maďarsky Pálfölde). V obci je mateřská škola s vyučovacím jazykem maďarským.

## Historie
První písemná zmínka o obci je z roku 1261. V roce 1824 zaplavila celou obec povodeň. Obec byla součástí Uherska, po uzavření Trianonské smlouvy se stala součástí Československa (v letech 1827 až 1938 pod názvem Svätá Mária, Szent-Mária). V letech 1938 až 1945 (v důsledku první vídeňské arbitráže) byly obě části nynější obce připojeny k Maďarsku (v letech 1943 až 1945) pod názvem Szentmáriafölde.  V letech 1945 až 1992 byla obec opět součástí Československa (v letech 1945 až 1948 pod názvem Svätá Mária, Szentmáriafölde; v letech 1948 až 1960 pod názvem Svätá Mária pri Bodrogu a v letech 1960 až 1990 pod názvem Bodrog. V roce 1956 byla Svätá Mária, resp. Bodrog, sloučena s obcí Pavlovo.